# Molí Nou de Postils
El Molí Nou de Postils és una obra de Navès (Solsonès) inclosa a l'Inventari del Patrimoni Arquitectònic de Catalunya.

## Descripció
A prop del Molí Vell, al terme de Postils, trobem el Molí Nou de Postils que funcionava com a molí i serradora. De planta rectangular i aïllat consta de planta baixa, dos pisos i coberta a doble vessant amb barbacana de fusta i el carener paral·lel a la façana principal. En aquesta façana és on trobem la majoria d'obertures i de major grandària, disposades de manera simètrica. A la planta baixa a l'eix central trobem un portal amb llinda i brancals de pedra i a cada costat sengles finestres rectangulars emmarcades amb pedra. Al primer pis en correlació amb les obertures de la planta baixa trobem sengles balcons ampitadors. Al pis superior hi ha una renglera de petites obertures rectangulars. El mur és de paredat amb restes d'arrebossat i pintat, presentant als angles carreus més grans i escairats. Una part del pis superior ha estat reconstruïda amb maons. Al cantó de la façana principal s'observa un rellotge de sol pintat en tons blavosos. Al costat del molí hi ha la bassa i els carcabans.

## Història
Els molins hidràulics fariners són un referent de l'activitat econòmica i social del passat dels masos i nuclis rurals escampats entre el Berguedà i el Solsonès. Hi ha documentació del segle xii que ja parla de l'aprofitament de l'energia hidràulica per moure molins, serradores i ferreries a la Vall d'Ora (Navès) mencionant els molendini accionats per la força del riu Aiguadora. També es troben altres molins fariners del riu Aiguadora com el de Ca l'Ambròs, cal Guirre, Can Feliu, el de Moscavera i el Vell de Canaleta. Sovint aquests molins tenien serradores i ferreries annexes.
Aquest molí va estar en funcionament fins a l'any 1982.